# Victor Rebengiuc
Victor Rebengiuc est un acteur roumain, né le 10 février 1933 à Bucarest, en Roumanie.

## Filmographie
- 1956 : Mîndrie
- 1960 : Furtuna
- 1961 : A fost prietenul meu
- 1961 : Darclée - Iorgu
- 1961 : Omul de lînga tine
- 1961 : Poveste sentimentala
- 1963 : Pisica de mare
- 1966 : La Forêt des pendus - Apostol Bologa
- 1967 : Nay-dalgata nosht - Prisoner-of-war
- 1969 : Cadou (court-métrage)
- 1970 : Castelul condamnatilor - Vasiliu
- 1972 : Conspiratia - Horia Baniciu
- 1973 : Cantemir
- 1973 : Departe de Tipperary
- 1973 : Zestrea
- 1975 : Capcana
- 1976 : Zidul
- 1977 : O scrisoare pierduta - Stefan Tipatescu (téléfilm)
- 1978 : Buzduganul cu trei peceti - Mihai Viteazul
- 1978 : Cianura si picatura de ploaie
- 1978 : Tanase Scatiu
- 1979 : Profetul, aurul si Ardelenii - Ezekiel Waltrobe (Le Prophète)
- 1980 : Doctorul Poenaru - Dr. Poenaru
- 1981 : Inghititorul de sabii
- 1981 : Orgolii
- 1981 : Un echipaj pentru Singapore - Grigore Olteanu
- 1981 : Un om în loden
- 1981 : Scènes de carnaval - Pampon
- 1983 : Faleze de nisip
- 1984 : Dreptate în lanturi
- 1984 : Increderea
- 1985 : Piciu
- 1987 : Padureanca - Iorgovan Sr.
- 1988 : Morometii - Ilie Moromete
- 1988 : Secretul armei secrete - Imparatul Rosu
- 1989 : Marea sfidare
- 1992 : Le Chêne - Village mayor
- 1993 : Cel mai iubit dintre pamînteni
- 1996 : Trop tard - Elephant Foot
- 1997 : Omul zilei
- 1998 : Cortul
- 1998 : Terminus paradis - Grigore Cafanu
- 1999 : Kínai védelem
- 2002 : Tandretea lacustelor - Jorj (téléfilm)
- 2003 : Niki et Flo - Niki Ardelean
- 2004 : Raport despre starea natiunii
- 2004 : Un cartus de kent si un pachet de cafea (court-métrage) - Tatal
- 2006 : Tertium non datur (court-métrage) - Romanian general
- 2006-2007 : Nea Petrica - Caius Calistrat (série télévisée)
- 2007 : Cu un pas inainte (série télévisée) - Paul Steiner
- 2008 : Au diable Staline, vive les mariés! - Grandpa
- 2008 : Contra timp (téléfilm) - Iacob
- 2009 : Contra timp 2 - Iacob
- 2009 : La Médaille d'honneur - Ion
- 2010 : Fotografia (court-métrage) - M.. Costica Giuvelea
- 2010 : Mardi, après Noël - Nucu
- 2015 : Aferim! de Radu Jude

## Récompenses
- Festival international du film de Thessalonique 2009
  - meilleur acteur pour son rôle dans La Médaille d'honneur